# Odprta matematična olimpijada Belorusko-ruske univerze
Odprta matematična olimpijada Belorusko-ruske univerze

- vsakoletno matematično tekmovanje študentov vseh treh stopenj visokošolskega izobraževanja. Tekmovanje se odvija že od leta 2010 v Mogilevu, Belorusija.
K tekmovanju so povabljene ekipe, sestavljene iz dveh tekmovalcev in enega spremljevalca iz vsakega visokošolskega zavoda. Olimpijada poteka v obliki posameznega tekmovanja, poleg tega so lahko v kvoto ekipe še vključeni tudi dobitnike medalj (zlatih, srebrnih in bronastih) odprtih olimpijad iz matematike Belorusko-Ruske Univerze iz prejšnjih let. Tekmovanje se izvede v enem krogu v obliki testiranja (30 nalog v roku 5-ih ur). Naloge so iz naslednjih področij: algebra, teorija števil, analiza (realna ali kompleksna), analitična geometrija, kombinatorika in diferencialne enačbe.
Pri računanju točk se upošteva težavnost nalog in število tekmovalcev, ki so naloge pravilno rešili. Glede na rezultate zbranih točk se prvim dvanajstim uvrščenim tekmovalcem podeli medalje in diplome 1 - 3 stopnje ter naslednjim šestim uvrščenim tekmovalcem se podeli pohvalna diploma.
Uradna jezika olimpijade sta angleščina in ruščina.